# 南洋庁ポナペ国民学校

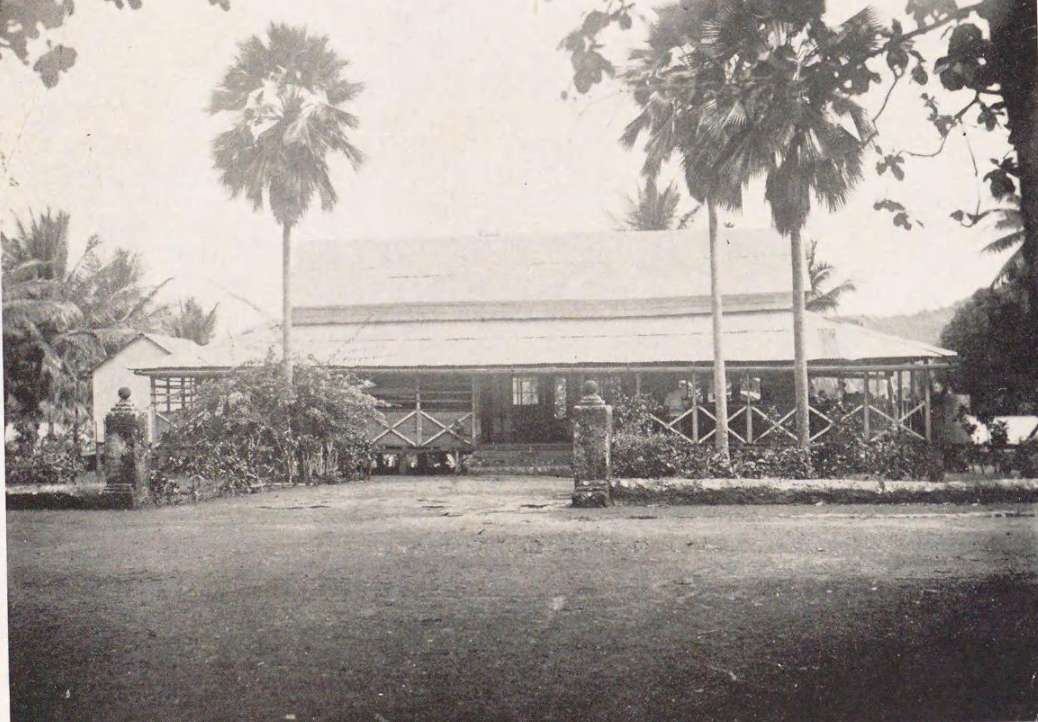
ポナペ国民学校

南洋庁ポナペ国民学校（なんようちょうポナペこくみんがっこう）は、かつて大日本帝国の委任統治下にあった南洋群島ポナペ島コロニア（現在のミクロネシア連邦ポンペイ州の州都であるポンペイ島コロニア）に存在した南洋庁立の日本人向け小学校（国民学校）。旧称は「南洋庁ポナペ尋常小学校」。

## 概要
1915年（大正4年）、第一次世界大戦において大日本帝国海軍はドイツ領の南洋群島を占領すると、南洋群島群島小学校職員の制および南洋群島小学校規則を制定し、当初はトラック、サイパン、ヤップ、パラオ、ポナペ、ヤルートの6小学校を設置した。1918年（大正7年）には南洋群島島民学校規則が制定され各小学校8校を島民学校と改称、ポナペ小学校もポナペ島民学校と改称、また7分校が設置された。この時点まではあくまでも現地人向けの学校しか作られていなかった。1919年（大正8年）、日本人向けに南洋群島尋常小学校規則が定められ、トラック島夏島に南洋群島第一尋常小学校、サイパン島ガラパン村に南洋群島第二尋常小学校が設置されたが、ポナペにはまだ設置されなかった。
1922年（大正11年）、ヴェルサイユ条約によって南洋群島は日本の委任統治領となり南洋庁と6支庁が設置。南洋庁小学校規則および南洋庁公学校規則が定められ、尋常小学校及び島民学校の名称位置を改正、各島民学校を公学校と改称、ポナペ島民学校もコロニー公学校と改称された。
1926年（大正15年）、ヤップ島、ポナペ島にそれぞれヤップ尋常小学校、ポナペ尋常小学校が設置された。これにより、コロニアには島民向けのコロニー公学校と日本人向けのポナペ尋常小学校の2校が存在するようになった。南洋群島は委任統治領であり大日本帝国憲法の及ばない土地とされ、日本国民と島民は明確に区別されたことから、教育も異なるものであり両者の交流はなかった。ただし、教員のみは共通で身分も同じであり、人事異動も頻繁に行われていた。

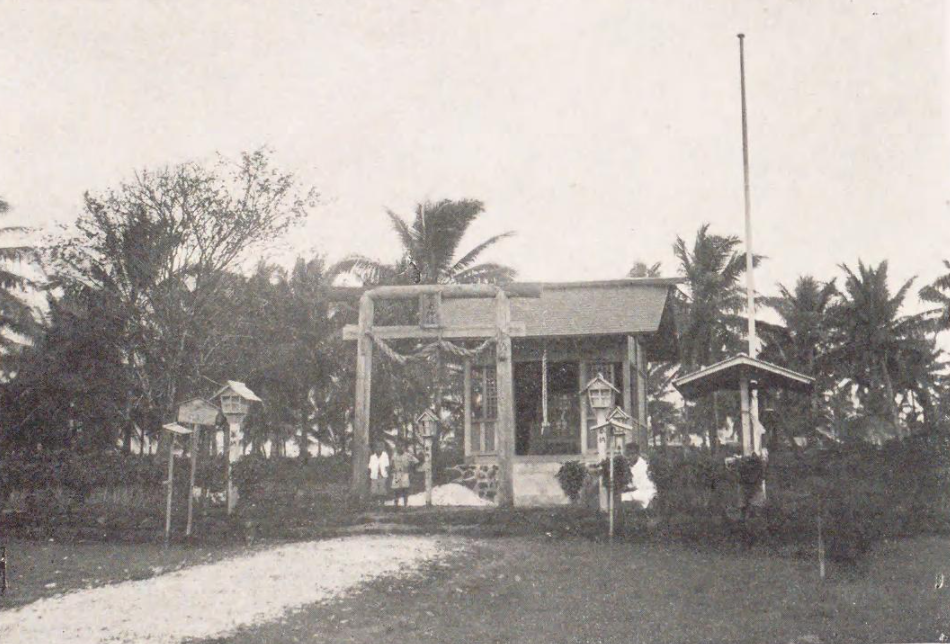
照南神社

1930年（昭和5年）には近くに照南神社が鎮座した。1941年（昭和16年）に国民学校令が公布され各小学校が国民学校と改称すると、南洋庁立小学校の25校も同様に改称され、ポナペ尋常小学校もポナペ国民学校となった。第二次世界大戦終結に伴い南洋庁が事実上廃止されると、ポナペ国民学校も実質的に廃校となった。
2018年（平成30年）現在は校門の門柱および後述する奉安殿のみが残されており、観光することができる。

## 年表
- 1926年（大正15年） - 南洋庁ポナペ尋常小学校として設置。
- 1941年（昭和15年） - 南洋庁ポナペ国民学校と改称。
- 1945年（昭和20年） - 第二次世界大戦終戦に伴い日本領ではなくなったため実質的に廃校。
- 1976年（昭和51年）9月30日 - 奉安殿がアメリカ合衆国国家歴史登録財に "Japanese Shrine" という名称で登録。

## 奉安殿
当時コロニアには照南神社、南洋庁ポナペ国民学校奉安殿、海軍参謀部営内神社の3つの神社があり、こちらは照南神社近くにあったポナペ国民学校の奉安殿である。
社殿はコンクリート造建物で高さは8 by 4フィート (2.4 m × 1.2 m)および10–12フィート (3.0–3.7 m)で地面から嵩上げされコンクリート製の小さな階段が設置されていて、屋根は勾配が急な切妻屋根である。ポンペイ州が大日本帝国によって南洋諸島として統治されていた1926年に建設された。神社の周辺には島に住む日本人専用の教育機関であるポナペ国民学校のグラウンドがあった。ポンペイ州において現存する大日本帝国統治時代の建築物の一つで人種的分離主義の象徴の一つでもある。
この地域がアメリカ合衆国が統治する太平洋諸島信託統治領だった頃の1976年にアメリカ合衆国国家歴史登録財に "Japanese Shrine" という名称で登録された。民家の敷地にあるため見学には注意が必要である。